# Пузур-Ашшур III
Пузур-Ашшур III — правитель Ашшура. Його правління припадало на межу XVI та XV століть до н. е.